# Amundsen Land

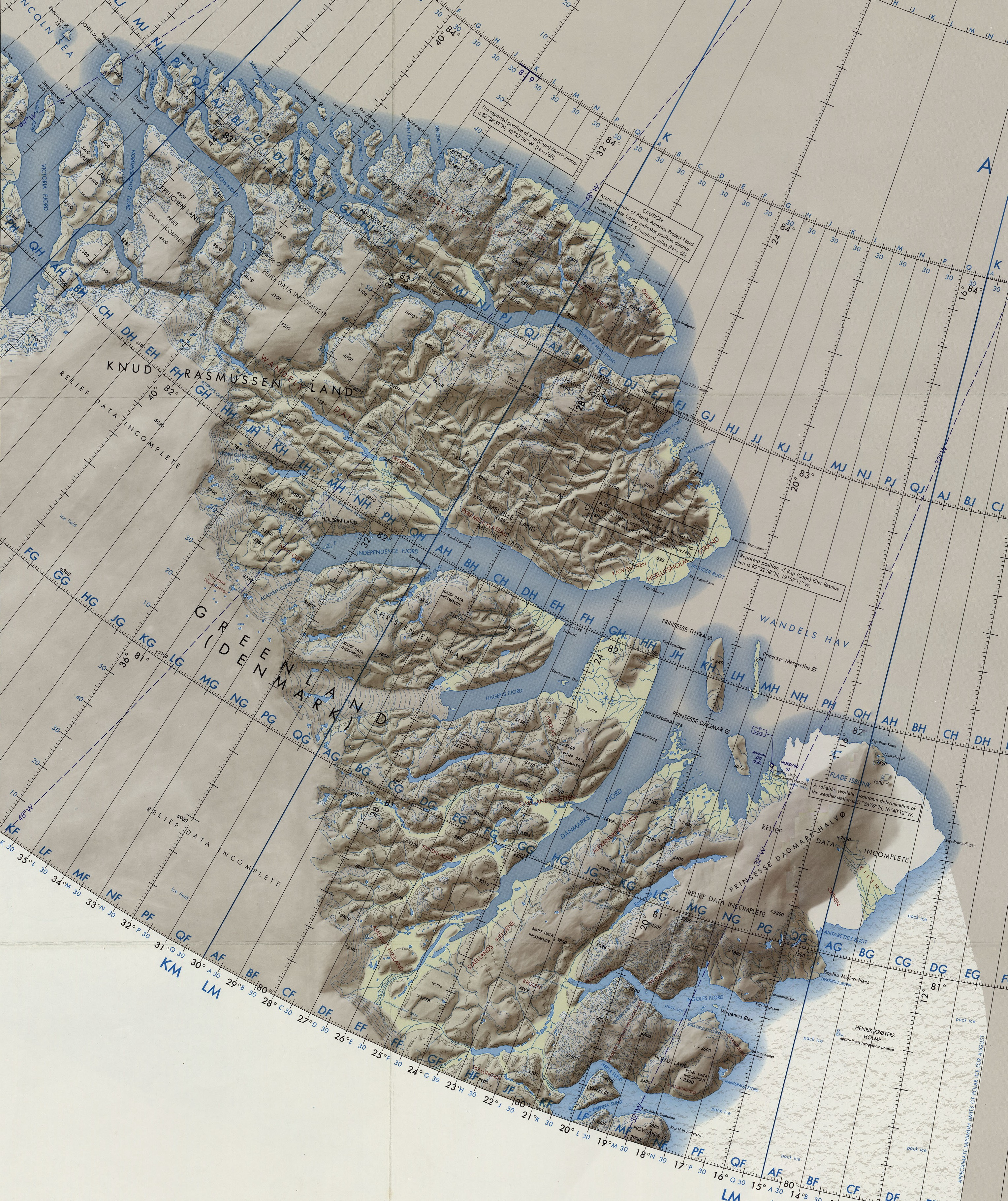
Karte von Nordgrönland mit Amundsens Land

Amundsen Land ist eine grönländische Region im Nordost-Grönland-Nationalpark.

## Geografie
Amundsen Land liegt im zentralen Teil der Halbinsel Peary Land im äußersten Norden Grönlands. Die nördliche Grenze zu Johannes V. Jensen Land mit dem dortigen Berggebiet Roosevelt Fjelde wird durch den Harder Fjord, den Dreng Bræ, das östlich davon gelegene Tal und den Frigg Fjord gebildet. Nach Süden grenzen der O. B. Bøggild Fjord, das Tal Nordpasset und der Frederick E. Hyde Fjord die Region von der Hans Tausen Iskappe ab. Amundsen Land hat eine Ost-West-Ausdehnung von rund 85 km und eine Nord-Süd-Ausdehnung von rund 30 km. Die Flächenausdehnung beträgt rund 1500 km².

## Geschichte
Amundsen Land wurde während einer 1938 stattgefundenen Expedition Lauge Kochs zu Ehren des norwegischen Polarforschers Roald Amundsen benannt.